# Décès en mars 1944
Décès
- 1940
- 1941
- 1942
- 1943
- 1944
- 1945
- 1946
- 1947
- 1948

Pour une information complémentaire, voir la page d'aide.

| Date    | Nom         | Pays                          | Activités                   | Âge | Source |
| ------- | ----------- | ----------------------------- | --------------------------- | --- | ------ |
| 15 mars | Josef Bělka | Drapeau de la Tchécoslovaquie | Footballeur tchécoslovaque. | 58  |        |